# Броварське громадське телебачення
Броварське громадське телебачення — український інтернет-телеканал міста Бровари, який мовив із червня по листопад 2015 року. Зареєстрований в Україні як громадська організація.

## Історія
23 травня 2015 року невідомі біля центрального входу до парку «Перемога» у Броварах вивісили банер з написом «Броварам потрібне своє телебачення». 3 червня на мабутньому Youtube-каналі Броварського громадського телебачення вперше виклали відео зі встановленням цього банера.
11 червня 2015 року журналісти на своєму Youtube-каналі виклали перший сюжет — про концерт білоруського панк-рок-гурту Brutto у Броварах. Того ж дня вперше оголосили про запуск нового інтернет-телеканалу.
28 червня 2015 року на майдані Свободи у Броварах журналісти нового телеканалу спільно з представниками центральних телеканалів, зокрема Громадського телебачення, презентували Броварське громадське телебачення.
8 жовтня 2015 року вийшов перший сюжет із новоствореної студії Броварського громадського телебачення.
У кінці листопада 2015 року телеканал закрили через відсутність фінансування.

## Колектив
Як зазначено на офіційних сторінках і на відео Броварського громадського телебачення, серед праціників:
- Андрій Качор — шеф-редактор;
- Тарас Шако — керівник проектів;
- Аліна Мазур — журналістка;
- Вікторія Оникієнко — журналістка.